# ベイン・アンド・カンパニー
ベイン・アンド・カンパニー (Bain & Company) は、アメリカ合衆国・ボストンを本拠とする戦略コンサルティングファーム。
1973年にビル・ベイン他4名のコンサルタントが設立し、2012年6月現在で世界31か国の48拠点に事業所を展開し、約5,400名の社員を雇用している。東京オフィスは1981年（昭和56年）に開設された。ベインキャピタルは、ベイン・アンド・カンパニーのシニアパートナーらが設立した全く異なる会社で、一切の関連がなくコンサルティングに関わる機密情報の共有などもない。
2023年に中国公安当局がベイン・アンド・カンパニーの中国上海支社を急襲して職員を尋問した。 ニューヨークタイムズは中国が追加取り締まりに乗り出したと報じた。 ベイン・アンド・カンパニーは書面声明で「中国当局に適切に協力している」として追加の言及を避けた。フィナンシャルタイムズは、中国公安がベインアンドカンパニーの上海事務所からコンピューターと電話機を押収した、と報じた。

## 所在地
- 北米：ボストン、ニューヨーク、アトランタ、ロサンゼルス、サンフランシスコ等
- アジア：東京、ソウル、香港、上海、北京等
- ヨーロッパ：ロンドン、パリ、フランクフルト、マドリッド等